# (27899) Letterman
(27899) Letterman est un astéroïde de la ceinture principale.

## Description
(27899) Letterman est un astéroïde de la ceinture principale. Il fut découvert le 18 août 1996 à Sudbury par Dennis di Cicco. Il présente une orbite caractérisée par un demi-grand axe de 2,92 UA, une excentricité de 0,09 et une inclinaison de 2,6° par rapport à l'écliptique.

## Compléments